# Lepthoplosternum
Lepthoplosternum – rodzaj słodkowodnych ryb sumokształtnych z rodziny kiryskowatych (Callichthyidae).

## Klasyfikacja
Gatunki zaliczane do tego rodzaju:
- Lepthoplosternum altamazonicum
- Lepthoplosternum beni
- Lepthoplosternum pectorale – kiryśnik magdaleński[3]
- Lepthoplosternum stellatum
- Lepthoplosternum tordilho
- Lepthoplosternum ucamara

Gatunkiem typowym jest Callichthys pectoralis (L. pectoralis).